# Tetrapleura picta
Tetrapleura picta är en tvåvingeart som beskrevs av Ignaz Rudolph Schiner 1868. Tetrapleura picta ingår i släktet Tetrapleura och familjen fläckflugor. Inga underarter finns listade i Catalogue of Life.